# 三好吉房
三好吉房（1522年－1612年9月10日）是日本戰國時代至江戶時代初期武将。豐臣氏家臣。尾張犬山城城主。通稱彌助。妻子是豐臣秀吉的姐姐日秀尼。兒子有豐臣秀次、秀勝、秀保。

## 生平
在大永2年（1522年）於尾張國出生。姓氏和出自等都有諸多説法，實況已不可考。自稱是大和國的三輪氏一族，但是亦因為沒有苗字，而被視為最下層的貧民、大工、鍛冶工等出身，説法有相當多種。
娶了木下藤吉郎（後來的豐臣秀吉）的姐姐木下智（當時名為，後出家，稱日秀尼）為妻，期間生下豐臣秀次、秀勝、秀保。後來被當成是仕於織田氏的秀吉的親人，於是改姓木下氏並改名為木下彌助。之後長子秀次成為阿波三好一族三好康長的養子，於是吉房亦改為三好姓。而吉房的妹妹是三好一族的大島親崇的妻室。
在秀次被賜予遭改易的織田信雄的舊領並成為大名時，吉房亦成為尾張犬山城城主。在秀次不在時曾經代行統治，但是能力完全及不上秀吉和秀長，甚至比不上兒子秀次，現存亦有秀次的書狀形容為「像是年老衰退一樣」（年を取り衰えたようだ）、「不可靠」（頼りない）等內容。
雖然誕下許多兒子，但是全部都比吉房先死。文祿4年（1595年），秀次因得罪秀吉而被賜死，一家三十九人被滅族，吉房僥倖沒被處死，但亦遭到連坐，處以流放讃岐。在秀吉死後，吉房被赦免而返回京都，在慶長5年（1600年）於本圀寺中建立一音院來憑弔秀次等枉死兒子的菩提寺。
在慶長17年（1612年）死去。享年90歲。

## 登場作品
電視劇
- 「女太閤記」（1981年，NHK大河劇，演員：宗近晴見）
- 「秀吉」（1996年，NHK大河劇，演員：荒川良友（日语：ビートきよし））